# Mesta (dorp)
Mesta (Grieks: Μεστά) is een dorp in de deelgemeente (dimotiki enotita) Mastichochoria van de fusiegemeente (dimos) Chios, in de Griekse bestuurlijke regio (periferia) Noord-Egeïsche Eilanden.
Het is een van de twintig Mastiekdorpen op het eiland Chios. Het heeft van alle mastiekdorpen het best zijn middeleeuws karakter bewaard. De kerk Taxiarchis op het binnenplein is de grootste kerk van Chios en werd gebouwd in de 19e eeuw.